# 英仙座7
英仙座7，又名BD+56 486，HD 13994、SAO 23149、HR 662，是英仙座的一颗恒星，视星等为5.98，位于銀經134.39，銀緯-3.42，其B1900.0坐标为赤經2h 11m 2.1s，赤緯+57° -3.42′ 10″。